# Prepositionalis
Een prepositionalis of prepositief is een naamval die alleen in combinatie met voorzetsels in een taal aangetroffen wordt.
Een voorbeeld daarvan is in het moderne Russisch te vinden. In feite is de betreffende naamval een voortzetting van de locatief, een van de oorspronkelijke naamvallen van de Indo-Europese talen (zie tabel) en wordt in de andere Slavische talen meestal ook zo genoemd. Het voorzetsel in (v) regeert de prepositief als men aan wil duiden dat zich iets ergens in bevindt, bijvoorbeeld: in het huis heeft huis in de prepositionalis. Bij een beweging, bijvoorbeeld het huis in wordt hetzelfde voorzetsel met een accusatief gebruikt.
Ook het Pasjtoe, een Iraanse taal die in Afghanistan wordt gesproken, kent een naamvalsvorm die alleen bij bepaalde voorzetsels voorkomt. Men noemt deze vorm ofwel de tweede obliek ofwel de prepositionalis.